# 日付変更線 (広瀬香美の曲)
「日付変更線」（ひづけへんこうせん）は、日本の女性歌手、広瀬香美の2004年の24枚目のシングル。

## 解説
- 2004年11月17日にビクターエンタテインメントよりリリースされた。
- 前作「月の下で逢いましょう」から2年10ヶ月ぶりのシングル（島谷ひとみなどへの楽曲提供はあった）。
- タイトル曲の中国語バージョンと韓国語バージョンが併せて収録。

## 収録曲
作詞・作曲：広瀬香美　編曲：村山晋一郎（1.2.3）広瀬香美（4）
1. 日付変更線
2. 日界线　日付変更線（中国語バージョン）
  - 作詞（訳詞）：岳夏
3. 날짜 변경선　日付変更線（韓国語バージョン）
  - 作詞（訳詞）：Jacy
4. 涙腺のバルブ

## 収録アルバム
- LOVEBIRD （#1、シングルバージョン・アコースティックバージョン）
- SINGLE COLLECTION (#1)
- THE BEST "1992-2018" + "雪"Setlist Non-Stop Mix (#1)